# Mariana Bracetti
Mariana Bracetti (1825 - 1903) là một người yêu nước và lãnh đạo phong trào độc lập Puerto Rico trong những năm 1860. Bà được cho là đã đan lá cờ dự định sẽ được sử dụng làm quốc huy của Puerto Rico trong nỗ lực lật đổ chính phủ Tây Ban Nha trên đảo và thiết lập hòn đảo này thành một nước cộng hòa có chủ quyền. Sự cố gắng lật đổ là Grito de Lares và sáng tạo của Bracetti được gọi là "Lá cờ của Lares". Thiết kế của lá cờ sau đó đã được thông qua là cờ chính thức của đô thị Lares, Puerto Rico.

## Những năm đầu
Bracetti, sinh ra ở thành phố Añasco, Puerto Rico, đã gặp gỡ và phát triển mối quan hệ lãng mạn với Miguel Rojas Luzardo, một doanh nhân giàu có người Venezuela đến thăm Añasco. Rojas và anh trai của ông là chủ sở hữu một đồn điền cà phê tên là "El Triunfo" gần Lares. Miguel và Manuel Rojas là những người ngưỡng mộ Tiến sĩ Ramón Emeterio Betances và bị ảnh hưởng bởi lý tưởng độc lập của ông cho và ngoài Puerto Rico. Bracetti kết hôn với Rojas với người mà bà có con.

## Lá cờ đầu tiên của Puerto Rico
Bracetti sau đó chuyển đến "El Triunfo", nơi trở thành hạt nhân bí mật của cuộc cách mạng được gọi là El Grito de Lares. Sự ngưỡng mộ của Rojas đối với Betances đã khiến họ tham gia cùng ông trong âm mưu nổi dậy chống lại và giành độc lập từ Tây Ban Nha. 
Anh em nhà Rojas trở thành những người lãnh đạo độc lập ở Lares và tên mã của họ là Centro Bravo (Trung tâm Bravo). Manuel Rojas, anh rể của Bracetti, được mệnh danh là Tư lệnh Quân đội Giải phóng. Mathias Brugman là người lãnh đạo độc lập ở Mayagüez và nhóm của ông đã đi theo tên mã là Capa Prieto (Dark Cape).
Biệt danh của Bracetti là Brazo de Oro (Cánh tay vàng) và bà được bổ nhiệm làm thủ lĩnh của "Hội đồng cách mạng Lares". Betances cho rằng Bracetti đã đan lá cờ đầu tiên (được mô phỏng theo lá cờ của Cộng hòa Dominican) của "Cộng hòa Puerto Rico" trong tương lai. Với các tài liệu được cung cấp bởi Eduvigis Beauchamp Sterling, được đặt tên là Thủ quỹ của cuộc cách mạng bởi Betances, Bracetti đã thiết kế và đan cờ xem xét các đề xuất của Betances. Lá cờ được chia ở giữa bởi một chữ thập Latin màu trắng, hai góc dưới có màu đỏ và hai góc trên có màu xanh. Một ngôi sao màu trắng được đặt ở góc trên bên trái màu xanh. Theo nhà thơ người Puerto Rico Luis Lloréns Torres, cây thập tự trắng trên lá cờ Cách mạng tượng trưng cho sự khao khát cứu chuộc quê hương; những hình vuông màu đỏ, máu đổ bởi những anh hùng của cuộc nổi loạn và ngôi sao trắng trong quảng trường đơn độc màu xanh, tượng trưng cho sự tự do và tự do.